# تراموا دویسبورگ
تراموا دویسبورگ (آلمانی: Straßenbahnnetz Duisburg) سیستم تراموا در شهر دویسبورگ، آلمان است.
این تراموا در سال ۱۸۸۱ با نیروی حرکتی اسب تأسیس و در سال ۱۸۹۷ برقی شده‌است، تراموا دویسبورگ دارای ۲ خط، ۷۶ ایستگاه و ۴۳٫۷ کیلومتر طول است.

## نگارخانه

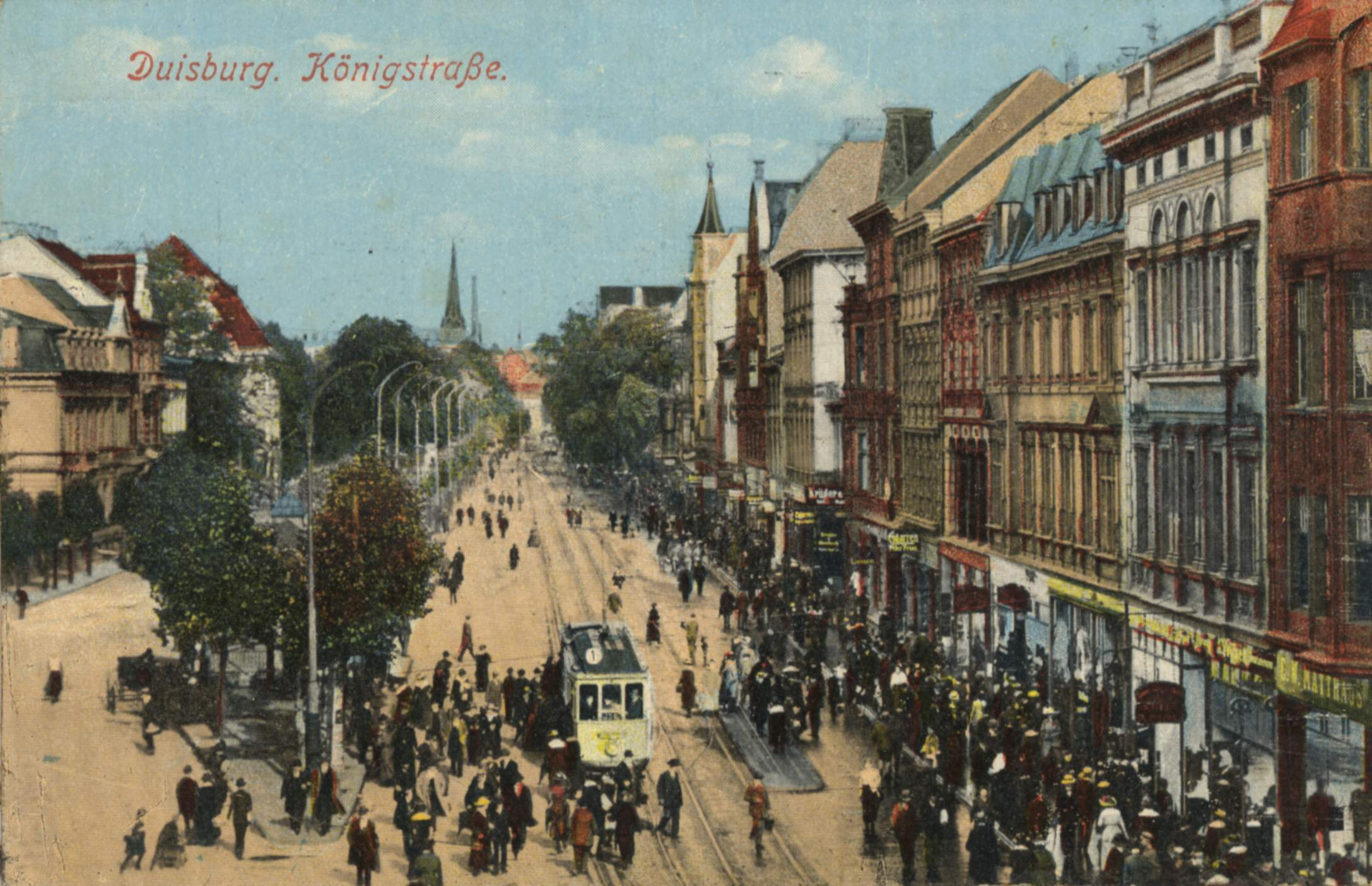
۱۹۰۰
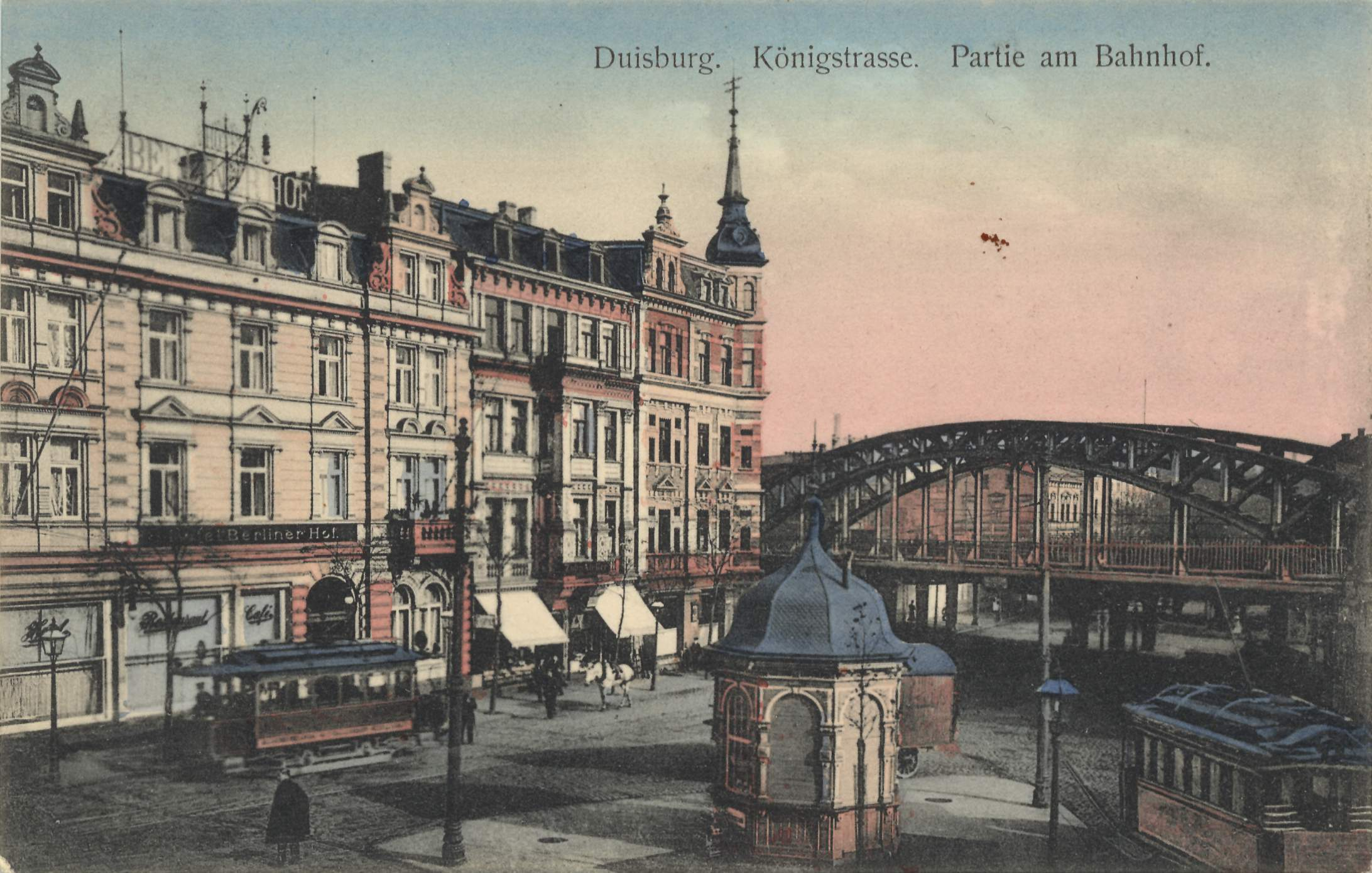
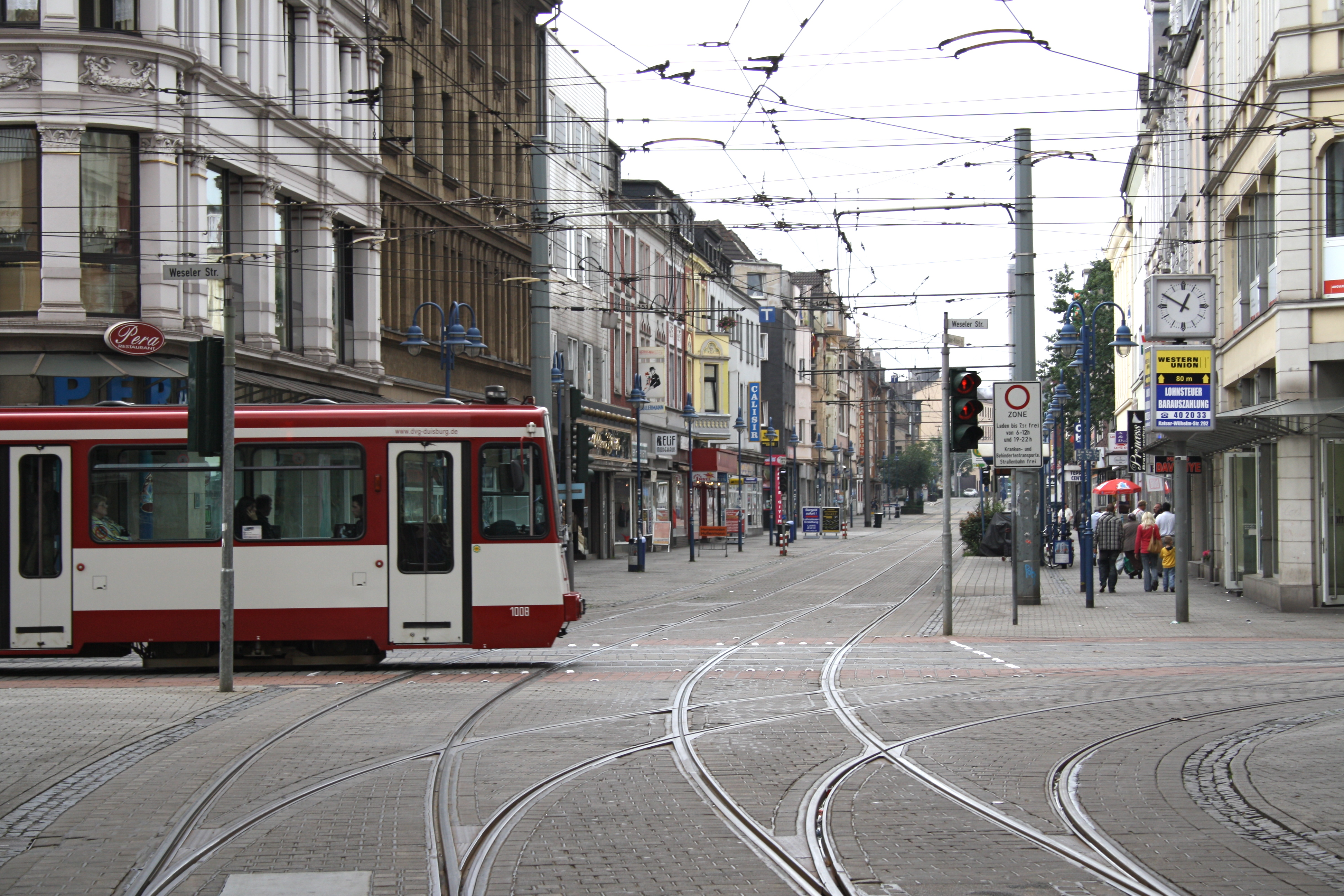
۱۹۵۲
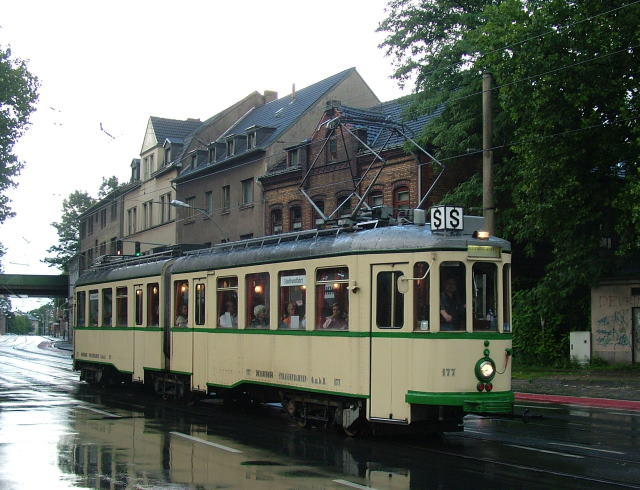
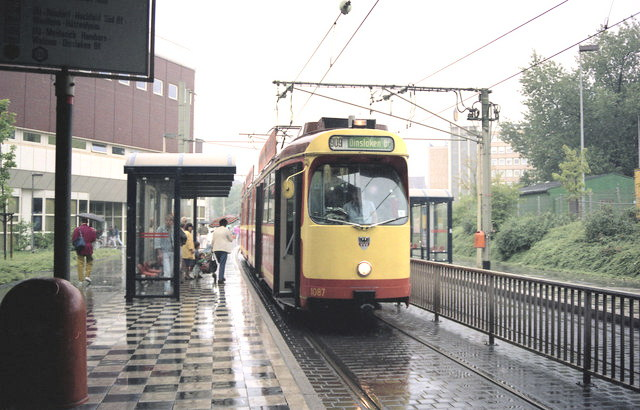